# 宁波行知中等职业学校
30°12′17″N 121°14′17″E / 30.20472°N 121.23806°E
宁波行知中等职业学校，简称行知职高，是一所国家级重点职业学校，位于浙江省慈溪市，该校贯彻陶行知教育思想。

## 历史
1937年，由长河草帽商界有识之士集资，创办“长河草帽小学”，解放后，改为“慈溪县长河区中心小学”。
1970年，升格为“慈溪县长河公社初级中学”，同年10月试办高中。
1983年，改制为“慈溪县农村职业技术学校”，为慈溪第一所职业学校。
1997年，更名为“慈溪市职业中专”。
2002年，与浒山职高、坎墩职高、新浦职高合并，更名为“宁波行知中等职业学校”。
2004年，迁入慈溪西部教育园区。
2004年11月，评为全国重点中等职业学校。

### 部门
该校分有信息工程系、建筑工程系、艺术系、旅游系、财贸系和根据国家教育方针设立的新疆部。

## 校园环境
校区占地面积27.4万平方米，其中建筑面积98622平方米，教学区的建筑有信工系教学楼、旅游系教学楼、建工系教学楼、建工实训楼、艺术系教学楼、财贸系教学楼、新疆部教学楼。综合性建筑包括行政楼、体育馆、图书馆、报告厅、警务室、后勤服务中心。生活区的建筑有学生宿舍、食堂、小卖部以及创业创新一条街。

## 合作办学
- 2004年7月与宁波大学合作办学5年制大专幼师
- 2005年7月与宁波城市职业学院合作办学3+2建筑大专
- 2007年5月杭州师范大学合作办学，2008年开始招生函授学前教育大专、本科
- 2008年6月与浙江女子专修学院合作办学3+2财会专业
- 2008年8月与宁波大学合作办学3+2计算机专业
- 2008年9月与香港职业训练局签订了合作办学协议[2]
- 2009年2月8日与浙江商业技师学院签订合作办学。根据协议，从今年下半年起，浙江商业技师学院慈溪分院将率先开设计算机专业技师7年制本科班、烹饪专业技师6年制大专班、旅游酒店专业技师6年制大专班，各招收50名初中毕业生
- 2009年2月与香港职业训练局签订了《顾问服务协议书》